# HoWiLit
HoWiLit (Abkürzung für Holz-Wirtschaft-Literaturdatenbank) ist eine deutschsprachige Online-Fachdatenbank, die im Angebot des Zentrums Holzwirtschaft der Universität Hamburg verfügbar ist. Die Bibliografische Datenbank enthält mehr als 112.000 Literaturhinweise (Stand September 2015) zum Fachgebiet Forst- und Holzwirtschaft ab dem Jahr 1985.
HoWiLit ist aus dem Segment Forst/Holz der 1998 freigeschalteten Literaturdatenbank ELFIS (Ernährungs-, Land- und Forstwirtschaftliches Informations-System) des Fachinformationssystems Ernährung, Land- und Forstwirtschaft (FIS-ELF) hervorgegangen. ELFIS war eine ebenfalls größtenteils deutschsprachige ernährungs- und agrarwissenschaftliche Literatur-Datenbank, die vor allem selektiv erfasste deutsche Fachliteratur und Publikationen deutscher Forschungseinrichtungen umfasste.
Die Datenbank war über den Internetauftritt der Bundesforschungsanstalt für Forst- und Holzwirtschaft (BFH) durchsuchbar. Nachdem die BFH mit Wirkung zum 1. Januar 2008 in das neu geschaffene Johann Heinrich von Thünen-Institut (TI) eingegliedert wurde, war ELFIS einige Monate lang offline. Seit dem 1. Oktober 2009 ist das Segment Forst/Holz der ehemaligen Datenbank unter dem neuen Namen HoWiLit, angesiedelt im Webauftritt des Zentrums Holzwirtschaft der Universität Hamburg, wieder im World Wide Web präsent. Sie wird durch das Fachinformationszentrum des Johann Heinrich von Thünen-Instituts (vTI) um etwa 3.000 Einträge pro Jahr ergänzt. Die Dokumente der Datenbank enthalten bibliographische Angaben wie Autor, Titel, Veröffentlichungsorgan und -jahr, Seitenangaben sowie inhaltsbeschreibende Datenfelder. Einem Teil der Dokumente sind zusätzlich Kurzfassungen (Abstracts) beigefügt. Die Nutzung der Datenbank ist kostenlos.